# Daciano
Daciano (em latim: Datianus) foi um oficial romano do século IV, ativo durante o reinado dos imperadores Constantino (r. 306–337) e Constâncio II (r. 337–361).

## Vida
Daciano era um senador de Constantinopla. Era filho de um assistente de banho. Ao aprender taquigrafia, tornou-se notário. Após servir sob Constantino, atuou por muitos anos como o principal conselheiro de Constâncio. Em 345, como conde, escreveu para Atanásio para que retornasse para Alexandria, no Egito. Em 351, serviu no tribunal que julgou Fotino em Sirmio e em 354 assegurou a permissão para o sofista Libânio retornar para Antioquia e permanecer lá. Em 358, foi nomeado cônsul anterior com Nerácio Cereal. Ele também foi patrício como é possível notar na lei (xi.1.1) 18 de janeiro de 360 do Código de Teodósio na qual solicita que a imunidade ao imposto fundiário conferida a sua terra fosse cancelado.
Em 363, permaneceu algum tempo em Antioquia e então partiu à corte de Joviano (r. 363–364) em Ancira, onde ficou durante o inverno; por ser idoso, achava viagens invernais difíceis. Da Galácia, em fevereiro de 364, escreveu à corte em Niceia recomendando a eleição de Valentiniano I (r. 364–375) como imperador. Depois, parte para Constantinopla e se sabe que ainda estava vivo em 365. Daciano era um cristão, dono de uma propriedade em Antioquia, onde construiu termas, vilas e jardins. Entre 355 e 365, recebeu 20 epístolas de Libânio (114, 409, 441, 451, 490, 1115, 1150, 1173, 1184, 1197, 1215, 1259, 1260, 1277, 1297, 1311, 1320, 1324, 1446, 1488) e foi citado em outras cinco (81, 435, 439, 492, 1186).